# Carolyn Jones-Young
Carolyn Jones-Young (ur. 29 lipca 1969 w Bay Springs) – amerykańska koszykarka występująca na pozycji rozgrywającej, reprezentantka kraju, mistrzyni świata oraz brązowa medalistka olimpijska.

## Osiągnięcia
Na podstawie, o ile nie zaznaczono inaczej.

### NCAA
- Wicemistrzyni NCAA (1989, 1990)
- Uczestniczka rozgrywek Elite 8 turnieju NCAA (1989–1991)
- Mistrzyni:
  - turnieju konferencji Southeastern (SEC – 1990)
  - sezonu regularnego SEC (1989)
- Koszykarka roku konferencji SEC NCAA (1990, 1991)
- Zaliczona do:
  - I składu
    - Al-American (1990, 1991)[4][5]
    - turnieju NCAA (1990)
    - SEC (1990, 1991)[6]

  - składu All-Time SEC Women’s Legends (2006)[7]

### Indywidualne
- Zaliczona do[8]:
  - I składu ABL (1998)
  - II składu ABL (1997)
- Liderka:
  - wszech czasów ABL w:
    - średniej punktów (21,5)[9]
    - liczbie celnych rzutów wolnych (555)[9]

  - liczbie punktów (1997 – 847)[10]
- Uczestniczka meczu gwiazd ligi ABL (American Basketball League – 1997)
- MVP kolejki ABL (21.01.1997, 18.02.1997, 11.11.1997, 9.02.1998)[8]

### Reprezentacja
- Mistrzyni:
  - świata (1990)[11][12]
  - igrzysk dobrej woli (1990)[13]
  - uniwersjady (1991)[14]
- Brązowa medalistka igrzysk olimpijskich (1992)[15][16]